# King Ralph
Pour plus de détails, voir Fiche technique et Distribution.
King Ralph est une comédie américaine réalisée et écrite par David S. Ward, sortie en 1991 aux États-Unis. L'histoire est basée sur le roman Headlong écrit par Emlyn Williams. Il met en scène la naissance d'un nouveau roi, interprété par John Goodman, à la suite de la mort de l'intégralité de la famille royale britannique. Cependant, il y a peu de ressemblance entre le film et le livre ; les personnages sont différents et l'histoire est devenue une comédie.
Principalement tourné au palais de Buckingham, et plus généralement en Angleterre, King Ralph est la troisième réalisation de David S. Ward, après Rue de la sardine (Cannery Row) (1982) et Les Indians (1989). Si les deux précédents films ont été légèrement décevant au box-office, ce dernier parait avoir été mieux apprécié par le public et par la critique.

## Synopsis
Quand un accident détruit la famille royale britannique — une électrocution décime toute la famille lors d'une séance photographique — ainsi que la plupart de ses descendants, une recherche généalogique désespérée permet de découvrir le nouveau roi : Ralph (John Goodman), un chanteur de salon américain. Ralph s'imagine-t-il, alors, ce que représente son nouveau rang, même avec l'aide de l'aristocrate loyal qu'est Willingham (Peter O'Toole) ?
Cependant, derrière son statut de roi, Ralph va découvrir qu'on le destine à une chose qui ne lui a pas été révélée…

## Fiche technique
- Titre : King Ralph
- Réalisation : David S. Ward
- Scénario : David S. Ward, d'après le roman de Emlyn Williams
- Production : Julie Bergman Sender, Jack Brodsky, John Comfort, Sydney Pollack et Mark Rosenberg
- Société de production et de distribution : Universal Pictures
- Musique : James Newton Howard
- Photographie : Kenneth MacMillan
- Montage : John Jympson
- Décors : Simon Holland
- Costumes : Catherine Cook
- Pays de production : États-Unis
- Format : couleurs - 1,85:1 - Dolby Surround - 35 mm[2]
- Genre : comédie
- Durée : 97 minutes[3]
- Dates de sortie :
  - États-Unis : 15 février 1991
  - France : 24 juillet 1991
- Lieux de tournage[4] :
  - Palais de Buckingham ;
  - Londres ;
  - Oxfordshire (Woodstock) ;
  - Kent (Hever) ;
  - Hampshire (Highclere Castle) ;
  - Buckinghamshire (Iver Heath) et
  - Yorkshire du Sud, Middlesex, Berkshire, Warwickshire et Hertfordshire.

## Distribution
- John Goodman (VF : Jacques Frantz) : Ralph Hampton Gainesworth Jones
- Peter O'Toole (VF : Gabriel Cattand) : Sir Cedric Charles Willingham
- John Hurt (VF : Jean-Pierre Delage) : Lord Percival Graves
- Camille Coduri : Miranda Green
- Richard Griffiths (VF : Jacques Ciron) : Duncan Phipps
- Leslie Phillips : Gordon Halliwell
- James Villiers (VF : Marcel Guido) : Premier ministre Jeffrey Hale
- Joely Richardson : princesse Anna
- Niall O'Brien : Tommy McGuire
- Julian Glover (VF : Pierre Hatet) : roi Gustav
- Judy Parfitt : reine Katherine
- Rudolph Walker (VF : Bernard Lanneau) : roi Mulambon
- Michael Johnson : Hamilton
- Ann Beach : mère de Miranda
- Jack Smethurst : père de Miranda
- Roger Ashton-Griffiths : photographe royal
- Brian Greene : Ed Mayes
- Adele Lakeland : Fanny Oakley

## Autour du film
- John Goodman apparaît pour la première fois à l'écran dans une publicité de Burger King. Il y interprète un petit rôle sans texte à prononcer. Ainsi, quelques années plus tard, David S. Ward l'embauche pour son nouveau film, King Ralph dans le rôle de Ralph. Ici, Goodman fait sa première expérience en tant qu'acteur dans un rôle principal. Il y interprète à nouveau un Américain friand de hamburgers[5].
- King Ralph est le premier film à avoir été tourné dans la galerie Wellington à Aspley House, la résidence du duc de Wellington[5].
- À la sortie du film au Royaume-Uni, les Anglais se sont révoltés contre ce film, se déclarant choqués par la mise en scène de la mort de la totalité de la famille royale[5]. Pourtant, le livre d'Emlyn Williams, dont le film tire son histoire, n'avait suscité aucune réaction négative par rapport à cette scène.
- Le nom de la famille royale, Windsor, fut changé pour un nom fictif, Windham, pour les besoins du film. Néanmoins, les lèvres ne sont pas synchronisées, ce qui semble montrer que le nom a été modifié après le tournage du film[6].
- On retrouve dans le film trois acteurs qui ont joué plus tard dans la saga Harry Potter, dont Richard Griffiths, qui joue ici le rôle de Duncan Phipps, et connu pour son rôle de Vernon Dursley, l'oncle d'Harry, dans les films. Julian Glover et Leslie Phillips, quant à eux, ont prêté leur voix pour les besoins des films, le premier dans le rôle de l'araignée Aragog, le second dans celui du Choixpeau magique.

## Erreurs
King Ralph possède plusieurs erreurs de continuité. Au début du film, lorsque Duncan explique à Ralph son héritage, dans un stand de hotdog, un verre de soda a changé de position entre deux prises. De la même manière, la main que Ralph plaque sur son visage lorsqu'il découvre ses habits royaux change de côté entre deux prises.
Le film contient également des erreurs factuelles : le roi de Finlande qui rend visite à la famille royale Britannique alors que la Finlande n'a jamais été une monarchie, à la différence de la Suède. On remarque ainsi que le nom de ce roi est Gustav, nom d'origine suédoise et non finlandaise. Autre erreur d'ordre légal : conformément à la loi anglaise, aucun enfant né par alliance d'un membre de la famille royale n'est éligible pour accéder au trône. Ce statut ne peut pas changer même si l'enfant est adopté par la famille royale ou si les parents sont mariés. Ainsi, même s'il est le seul membre en vie, Ralph ne peut pas devenir roi du Royaume-Uni, puisque son père n'est pas de sang royal.

## Réception publique
Bien que le film ait rapporté 34 002 045 $ aux États-Unis et 18 485 000 $ dans le reste du monde, soit un total de 52 487 045 $, le film n'a pas reçu un grand succès, bien que les chiffres demeurent toutefois satisfaisants. En effet, le film était déjà distribué, lors de sa semaine d'ouverture, dans 1 617 salles. Or, cette même semaine a permis de récolter 24,5 % de la recette totale, soit une moyenne de 5 150 $ par salle, ce qui est assez peu, sur une telle distribution. En effet, le film a été distribué dans douze pays différents, et ce durant plusieurs semaines. Le film est par ailleurs classé 40e film de l'année 1991. De plus, avec King Ralph, David S. Ward réalise son meilleur résultat au box-office, depuis le début de sa carrière.
King Ralph est le troisième film en tant que réalisateur de Ward. Il avait précédemment tourné Rue de la sardine (Cannery Row) en 1982 et Les Indians en 1989. Ses deux précédents films n'avaient reçu qu'un succès limité. Il poursuivra avec The Program en 1993 qui est une nouvelle déception au box-office.

## Réception critique
En parallèle d'une réception publique mitigée, la réception critique est elle aussi très partagée au propos de King Ralph. C'est un « mélange de comédie et de romance » mais il est considéré de « conte basique » par Variety. De son côté, le Washington Post a loué ce film comme un « chef-d'œuvre de drôlerie ». Par ailleurs, la performance de Peter O'Toole a été proclamé « royalement drôle ». Voici les deux critiques complète de ces deux magazines.
Celle de Variety :

« Couronné avec un rustre mais sympathique John Goodman et une performance royalement drôle de Peter O'Toole, King Ralph est bien loin du film historique, […] le prémisse est mené par un mélange de comédie et de romance. […] C'est un conte basique du poisson hors de l'eau. »

Et celle du Washington Post, écrite par Hal Hinson :

« Dans la nouvelle comédie dérisoire de David S. Ward, King Ralph, John Goodman est certainement un roi sur mesure. Et il est Ralph. […] King Ralph remplit son rôle de comédie centrée sur le thème du « poisson hors de l'eau » : l'Américain qui accède au trône d'Angleterre. Vous assistez alors à toutes les blagues qui peuvent venir à des années-lumière de là. Imaginez un repas royal avec plusieurs centaines de personnalités, imaginez une infiniment longue ligne de verres à vin hors de prix en cristal, et imaginez un roi frappant dessus … Whammo ! Réaction en chaîne ! Là, vous imaginez le King Ralph. […] Peter O'Toole mène avec ruse son rôle, toute inflexion est un chef-d'œuvre de drôlerie. »

## Bande originale
Albums de James Newton Howard
La Liste noire La Loi de la nuit
Composée et produite par James Newton Howard, sous le label Royal Records, la bande originale de King Ralph a été enregistrée en Allemagne et distribuée en 2001.
D'une durée de 1,08 heure, l'album contient en plus de la musique du film King Ralph, celle du film Junior.
| King Ralph 1. The Big Picture (0,54 minute) 2. Search For Heirs (1,29 minute) 3. Backstage News (1,52 minute) 4. The Crown - To Be King Of England (2,24 minutes) 5. Soho Strip Club (2,55 minutes) 6. An Evening With Miranda (1,40 minute) 7. Sovereign Procedures (2,12 minutes) 8. Knighting Sir Cracknell (1,19 minute) 9. A Night Off (1,26 minute) 10. Dancing In The Park (1,30 minute) 11. At Windsor Castle (1,15 minute) 12. Farewell Call (1,22 minute) 13. Strangers In The Night (1,20 minute) 14. Good Golly Miss Molly (0,47 minute) 15. Ralph's Reflection (1,05 minute) 16. Visiting Miranda (2,47 minutes) 17. Cedric's Confession (1,18 minute) 18. Parliament (0,39 minute) 19. Introducing Willingham (1,21 minute) 20. The New King's Suggestion (0,36 minute) | Junior 1. Is There A Mother? (2,30 minutes) 2. Diana Moves In (1,14 minute) 3. Main Titles (2,41 minutes) 4. The Lab (4,18 minutes) 5. Thunder And Lightning (2,35 minutes) 6. My Body, My Choice (2,10 minutes) 7. Natural Born Mother (1,36 minute) 8. Labor (4,08 minutes) 9. First Pregnant Man (3,13 minutes) 10. It's A Girl (2,42 minutes) 11. Junior (2,58 minutes) 12. Look What Love Has Done (4,31 minutes) |